# جورج فون تراب
جورج فون تراب (بالألمانية: Georg Ludwig von Trapp)‏ هو ضابط نمساوي، ولد في 4 أبريل 1880 في زادار في كرواتيا، وتوفي في 30 مايو 1947 في بوسطن في الولايات المتحدة بسبب سرطان الرئة.